# Брускетта
Бруске́тта (итал. bruschetta) — традиционное итальянское закусочное блюдо-антипасто и основное блюдо, обжаренный на гриле толстый ломоть хлеба с хрустящей корочкой, который натирают горячим зубчиком чеснока и сбрызгивают оливковым маслом холодного отжима. Брускетта, изначально зимняя еда на производстве оливкового масла в сельской местности Центральной Италии, обрела всеобщую популярность в стране. Изящная миниатюрная версия брускетты — кростини, своего рода итальянское канапе. От брускетты произошёл итало-американский чесночный хлеб.
Название блюда происходит от диалектального bruscate — «подрумяненный на огне». В Тоскане используется слово «фетту́нта» (fettunta — «промасленный ломоть»), в Лацио — «пану́нто» (panunto — «хлеб с маслом»). Брускеттой с вином обедали в поле сельские бедняки, и до конца 1950-х годов итальянские школьники перекусывали на переменах принесённой из дома брускеттой. Брускетта отличается простотой приготовления, решающее значение имеет качество исходных продуктов — хлеба и масла. Лучшим для брускетты признаётся домашний хлеб с толстой, хрустящей корочкой, а до недавнего времени при покупке оливкового масла непосредственно у производителя качество товара проверяли именно на брускетте. Базовую «брускетту с чесноком» (итал. bruschetta con aglio) подают к закусочной тарелке с мясными изделиями, прошутто или брезаолой, она также служит основой для многочисленных вариаций с топпингами, первым из которых выступает измельчённый и приправленный солью спелый помидор со свежими листьями базилика. Закусочные брускетты бывают овощные, с сыром и яйцом, рыбой и морепродуктами, мясом, субпродуктами и дичью. Брускетта с пикантным итальянским сыром в сопровождении зелёного салата, грозди винограда и полнотелого красного вина — уже лёгкий  обед